# Сосулин, Степан Егорович
Степан Егорович Сосулин (? — нач. 1860-х) — томский купец 1-й гильдии, благотворитель, потомственный почётный гражданин.

## Биография
Из купцов Вышнего Волочка. Был винным откупщиком.
Рядом с Томском приобрёл землю у золотопромышленников Поповых, где основал имение Степановку. Здесь работали мыловаренный, свечной и кожевенный заводы; изготовлялись хомуты, кожная обувь; в течение года выпускалось до 11 тысяч конских и яловых кож; производились сальные свечи (8—10 тысяч пудов). Изделия продавали в Томске и даже отправляли в Кяхту.
В имении купца, кроме того, был разбит сад, а в нём устроено оранжерейно-тепличное хозяйство, где выращивали яблоки, лимоны, ананасы, виноград, вишню, персики, груши, сливы, дыни, арбузы, ягоды, зелень и цветы. Вся эта продукция продавалась через томскую спецлавку. При хозяйстве также вёлся набор мальчиков для обучения их огородничеству и садоводству. В установленные дни сад могли посещать горожане.
Вносил пожертвования на церковные нужды, а в 1856 году на личные средства выстроил у себя в имении церковь. Он также был старостой в Благовещенском соборе, который целиком отремонтировал. Выделил 3,9 тысяч рублей на возведение Троицкого кафедрального собора, давал деньги архиерейской домовой церкви.
Материально помогал высланному в Томск декабристу Г. С. Батенькову, с которым был тесно знаком; предоставил ему земельный участок, оказывал помощь в строительстве для него небольшого дома.

## Семья
- сын — Николай, соорудил Гавриило-Николаевский винокуренный завод в Степановке[1].